# Sergej Bodrov Jr.
Sergej Sergejevitj Bodrov (ryska: Сергей Сергеевич Бодров), född 27 december 1971 i Moskva, saknad och förmodat död 20 september 2002 i Nizjnij Karmadon i Nordossetien, var en rysk skådespelare, manusförfattare och filmregissör.
Bodrov är mest känd för sina roller i de ryska thrillerfilmerna Bröder (ryska: Brat) och Brat 2, samt för sin roll i Bergens fånge (1996), regisserad av hans far Sergej Bodrov). Han hann även slutföra en film, Systrar (2001) som manusförfattare och regissör. I sin kanske sista filmroll spelade han mot Rebecka Liljeberg, i den internationella samproduktionen Bear's Kiss – även den regisserad av fadern Sergej Bodrov).
Bodrov har saknats sedan ett katastrofalt jordskred och lavin den 20 september 2002, när glaciären Kolka, på berget Kazbeks nordvästliga sluttningar, totalt kollapsade. Detta ledde till ett av de största jordskreden i modern tid. Bodrov Jr. och hans medarbetare var på plats för att filma Bodrovs andra film i egenskap av regissör, då de övernattade i byn Nizjnij Karmadon som totalt lades i ruiner. Totalt är 125 personer saknade eller bekräftat döda efter händelsen och över 350 personer skadades. Bodrovs kropp har aldrig hittats.